# Eptesicus serotinus
O Eptesicus serotinus, comummente conhecido como morcego-hortelão-escuro, é uma espécie de morcego da família dos vespertilionídeos.

## Descrição
Esta espécie caracteriza-se pelo porte médio e robusto, podendo atingir até cerca de 38 centímetros de envergadura. Apresenta uma pelagem de cor castanha, com tonalidade variável, se bem que frequentemente escura.
Conta ainda com focinho e orelhas pretos e membranas alares escuras.

### Morcego-hortelão-claro
O morcego-hortelão-escuro assemelha-se à espécie Eptesicus isabellinus, comummente conhecida como morcego-hortelão-claro, a qual apenas difere, na medida em que apresenta uma pelagem tendencialmente mais clara e dimensões tendencialmente mais reduzidas.
Ambas as espécies de morcegos-hortelões emitem vocalizações bastante plásticas e adaptáveis ao meio, fazendo variar a duração e a intensidade das componentes FM e CF. Com efeito, as frequências de máxima energia, destas espécies, ocorrem na gama dos 23-28 kHz, podendo raramente chegar aos 33 kHz.

## Distribuição
É uma espécie abundante e de distribuição alargada no Paleártico. Ocorre em quase toda a Europa, não ocorrendo a norte da Lituânia, Inglaterra e Suécia. Fora da Europa, ocorre no Médio Oriente e Cáucaso até à Ásia central, China e Formosa.

### Portugal
Trata-se de uma espécie de distribuição alargada em Portugal continental, assumindo-se como uma das espécies de morcego mais abundantes no país. Crê-se que se encontre ausente das zonas mais quentes e secas do país, como o interior Alentejano. Não se afigura limitada pela altitude, de tal sorte que marca presença assídua na Serra da Estrela.

### Habitat
Esta espécie de morcego, encontra-se amiúde nas imediações de edifícios, pontes e árvores. Há também relatos da sua presença em caixas-abrigo, falésias ou na orla de grutas.
Na zona mediterrânica especula-se que a maioria dos indivíduos hiberne em edifícios devolutos ou em falésias.

## Alimentação
Trata-se de uma espécie generalista, pelo que tanto pode ser vista a caçar em zonas florestais, rurais e em espaços verdes de espaços mais urbanos.
Posto isto, o morcego-hortelão-escuro tende a caçar ao pé da orla de vegetação, privilegiando os voos ao rés das copas das árvores.
As áreas de alimentação preferenciais do morcego-hortelão-escuro incluem courelas agricultadas, leitos de rios, florestas nas cercanias de cursos de água, charnecas e talhadas.

## Conservação
As populações desta espécie afiguram-se estabilizadas, se bem que nalgumas regiões da Europa se tenha assinalado algum declínio das populações, por exemplo no sudeste de Inglaterra. As principais causas de ameaça dos morcegos-hortelões-escuros prendem-se com a destruição ou intervenção em habitats, principalmente quando
estes se localizam em edifícios. A este factor acresce, ainda, o uso abusivo de pesticidas e a expansão da agricultura em moldes intensivos, a qual espartilha a quantidade de presas disponíveis.

### Legislação
Esta espécie consta no anexo B-IV da Diretiva Habitats e anexos II das Convenções de Berna e de Bona.